# Alutaguse kommun
Alutaguse kommun (estniska: Alutaguse vald) är en kommun i landskapet  Ida-Virumaa i nordöstra Estland. Den är Estlands glesast befolkade kommun. Småköpingen Iisaku utgör kommunens centralort.
Kommunen bildades den 24 oktober 2017 genom en sammanslagning av de fem tidigare kommunerna Alajõe, Iisaku, Illuka, Mäetaguse och Tudulinna.

## Orter
I Alutaguse kommun finns två småköpingar och 73 byar.

### Småköpingar
- Iisaku (centralort)
- Mäetaguse

### Byar
- Agusalu
- Alajõe
- Alliku
- Apandiku
- Aruküla
- Arvila
- Atsalama
- Edivere
- Ereda
- Illuka
- Imatu
- Jaama
- Jõetaguse
- Jõuga
- Kaatermu
- Kaidma
- Kalina
- Kamarna
- Karjamaa
- Karoli
- Kasevälja
- Katase
- Kauksi
- Kellassaare
- Kiikla
- Kivinõmme
- Koldamäe
- Konsu
- Kuningaküla
- Kuremäe
- Kuru
- Kurtna
- Lemmaku
- Liivakünka
- Lipniku
- Lõpe
- Metsküla
- Mäetaguse
- Ohakvere
- Ongassaare
- Oonurme
- Pagari
- Peressaare
- Permisküla
- Pikati
- Pootsiku
- Puhatu
- Rajaküla
- Rannapungerja
- Ratva
- Rausvere
- Remniku
- Roostoja
- Sahargu
- Smolnitsa
- Sõrumäe
- Sälliku
- Tagajõe
- Taga-Roostoja
- Tammetaguse
- Tarakuse
- Tudulinna
- Tärivere
- Uhe
- Uusküla
- Vaikla
- Varesmetsa
- Vasavere
- Vasknarva
- Võhma
- Võide
- Võrnu
- Väike-Pungerja